# Cedric Johnson (giocatore di football americano 2002)
Cedric Edward Johnson (Mobile, 6 settembre 2002) è un giocatore di football americano statunitense che milita nel ruolo di defensive end per i Cincinnati Bengals della National Football League (NFL).

## Carriera universitaria
Nella sua prima stagione a Ole Miss nel 2020, Johnson disputò tutte le 10 partite come linebacker, mettendo a segno 7 tackle e 3 sack. L'anno seguente giocò come titolare 11 gare su 13 come defensive end, facendo registrare 33 tackle e 6,5 sack. Nel 2022 partì come titolare in 8 gare su 11, terminando con 32 tackle e 4 sack. Alla fine della sua ultima stagione fu convocato per il Senior Bowl.

## Carriera professionistica

### Cincinnati Bengals
Johnson fu scelto nel corso del sesto giro (214º assoluto) del Draft NFL 2024 dai Cincinnati Bengals. Nella sua prima stagione mise a segno 7 tackle e un sack in 9 presenze, nessuna delle quali come titolare. 